# Corispermum afghanicum
Corispermum afghanicum là loài thực vật có hoa thuộc họ Dền. Loài này được Podlech mô tả khoa học đầu tiên năm 1975.